# Audi Field
El Audi Field es un estadio específico de fútbol localizado en Washington D. C., Estados Unidos. Fue inaugurado en julio de 2018 y allí juega como local el D.C. United de la Major League Soccer.

## Historia
El D.C. United jugó de local en el Robert F. Kennedy Memorial Stadium entre 1996 y 2017, recinto ubicado junto al Río Anacostia, que es propiedad del Distrito de Columbia y es operado por D.C. Sports & Entertainment Commission.
El 17 de diciembre de 2014, el Concejo del Distrito de Columbia aprueba legislación para la construcción de un nuevo estadio de fútbol en Buzzard Point, muy cerca del Nationals Park, y las obras comenzaron en febrero de 2017 y terminaron en julio de 2018. El 15 de febrero de 2017, la marca automotriz alemana Audi firmó un contrato por 12 años, y el nuevo estadio pasó a llamarse Audi Field. El 14 de julio de 2018, D.C. United debutó oficialmente en este recinto con un triunfo 3 a 1 ante los Vancouver Whitecaps en la MLS.